# طوطیچه رخ‌زرد
طوطیچه رخ‌زرد (نام علمی: Forpus xanthops) نام یک گونه از سرده طوطیچه‌ها است.